# Zbiornik Kozielno

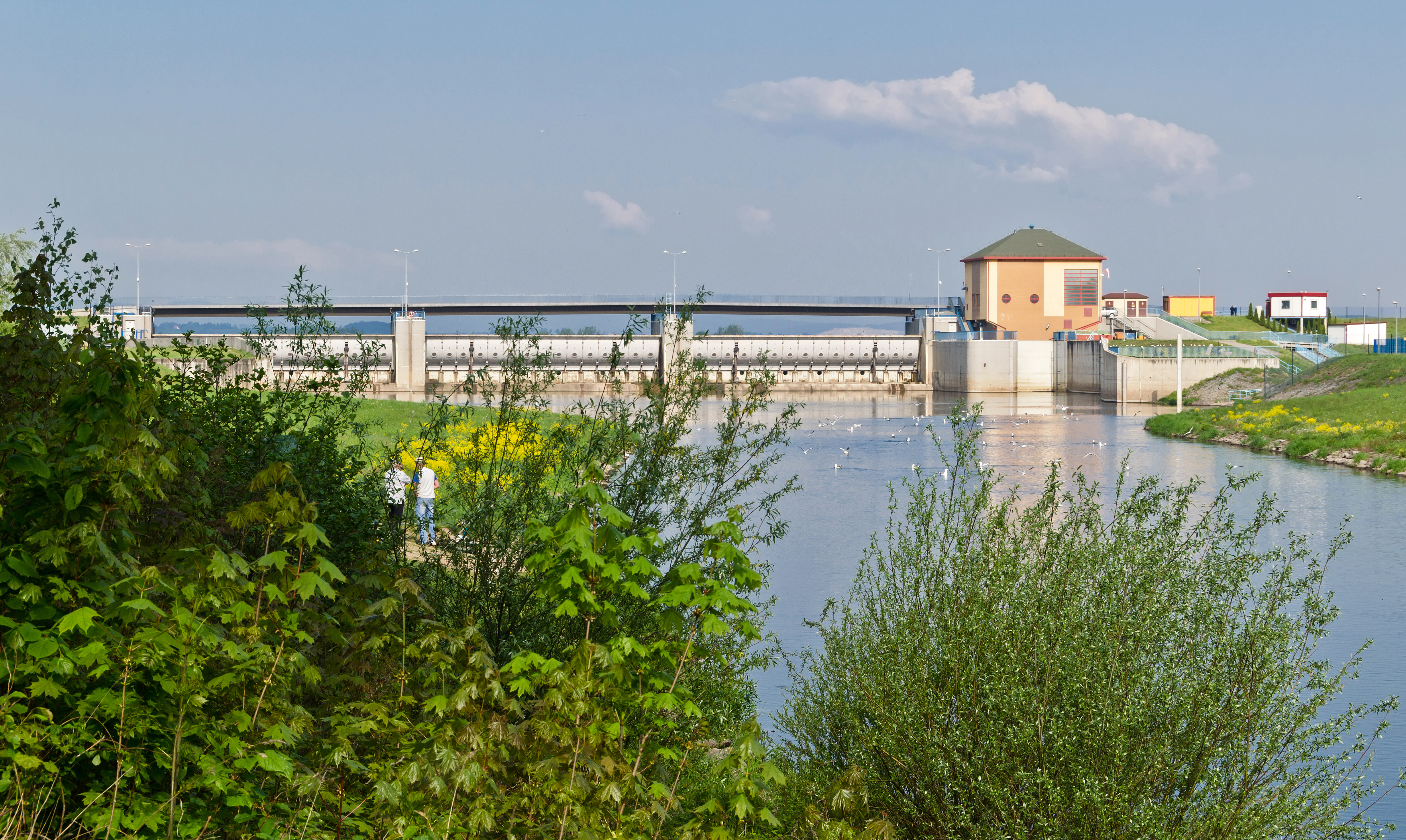
Zapora w Kozielnie

Zbiornik Kozielno – zbiornik retencyjny powstały w wyniku zalania wielu małych stawów i większych wyrobisk po żwirowni na rzece Nysa Kłodzka, zlokalizowany jest na obszarze gmin Kamieniec Ząbkowicki i Paczków. Jego podstawowa funkcja to ochrona przeciwpowodziowa. Spiętrzanie wody w zbiorniku wykorzystywane jest także do celów energetycznych. Pojemność przy maksymalnym poziomie wody wynosi 16,30 mln m³, a przy normalnym poziomie wody 12,92, co daje do dyspozycji ochrony przeciwpowodziowej 3,38 mln m³.
Wody zbiornika zasilają elektrownię wodną wyposażoną w jeden hydrogenerator o mocy 1,9MW.
Zbiornik wraz z położonym bezpośrednio powyżej niego zbiornikiem Topola, tworzy Zalew Paczkowski.